# Lyman Coleman
Pour les articles homonymes, voir Coleman.
Lyman Coleman, né le 14 juin 1796 à Middlefield dans le Massachusetts et mort le 16 mars 1882, est un érudit et auteur américain.

## Biographie
Lyman Coleman naît le 14 juin 1796 à Middlefield dans le Massachusetts, où son père est médecin. Il est le fils cadet du Dr William et d'Achsah (Lyman) Coleman.
Il est diplômé du Yale College en 1817. Après avoir quitté l'université, il enseigne pendant trois ans à la Latin Grammar School à Hartford dans le Connecticut, puis devient tuteur à Yale, poste qu'il conserve pendant quatre ans et demi, tout en poursuivant des études de théologie. Il est ordonné, le 19 octobre 1825, pasteur de l'église congrégationaliste de Belchertown dans le Massachusetts, et est démis de ses fonctions à sa demande, le 4 septembre 1832.
Pendant les cinq années suivantes, il est directeur du Burr Seminary à  Manchester dans le Vermont, puis, pendant une période équivalente, directeur du département d'anglais de la Phillips Academy à Andover dans le Massachusetts.
Les années 1842-1843 se passent à l'étranger, principalement en Allemagne, pour obtenir des documents pour une édition révisée d'un ouvrage sur les Antiquities of the Christian Church, qu'il avait compilé en 1841, et pour préparer l'ouvrage sur The Apostolical and Primitive Church, publié en 1844, avec une introduction du Dr August Neander.
À son retour, il réside à Amherst dans le Massachusetts, pendant trois ans, où il est professeur de latin et de grec à l'Amherst College. De 1847 à 1849, il est professeur d'allemand au Princeton College, et, pendant les neuf années suivantes, il se consacre à l'enseignement classique à Philadelphie. Plus tard, il effectue un long voyage en Europe et en Orient et, en 1861, il est nommé à la chaire de langues anciennes du Lafayette College, Easton en Pennsylvanie, qu'il occupe jusqu'à sa mort, même si, après 1868, son enseignement se limite au latin, à l'hébreu et à la géographie biblique. En novembre 1880, alors qu'il est probablement le plus ancien professeur d'université en activité en Amérique, il est atteint de paralysie et s'affaiblit progressivement jusqu'à sa mort, à Easton, le 16 mars 1882, dans sa 86e année. Le titre de docteur en médecine lui est conféré par le Princeton College en 1847.
Il épouse, le 21 septembre 1826, Maria, fille de Rufus Flynt, de Monson dans le Massachusetts, morte le 11 janvier 1871. En octobre 1873 il  épouse Marion B. Philleo, elle meurt après lui. Ses deux filles, issues de son premier mariage, meurent avant lui.
Outre les ouvrages mentionnés ci-dessus, Lyman Coleman publie  Historical Geography of the Bible (1850), Ancient Christianity Exemplified  (1852), Historical Text Book and Atlas of Biblical Geography (1854) et Genealogy of the Lyman Family (1872) ; plusieurs de ces ouvrages connaissent de nombreuses éditions, aux Etats-Unis et en Angleterre, et sont complétés par de nombreux autres écrits plus brefs.